# 西班牙死刑制度

欧洲是废死国家最集中的州，该图是2022年废死地图
废除所有罪行的死刑
实践上已废死
保留死刑

《1978年西班牙宪法》禁止在西班牙执行死刑，但战时罪行除外。1995年10月，西班牙彻底废除了包括战时罪行在内的所有死刑。
西班牙最后一次处决发生在1975年9月27日，当时埃塔和革命反法西斯爱国阵线的五名成员因谋杀罪被枪决。在此次广为人知的审判中，弗朗西斯科·佛朗哥将军赦免了部分罪犯（包括一名孕妇），而其余五人则因当时没有找到熟练执行死刑的刽子手改为执行枪决。该国最后执行绞刑的年份是1974年，该年萨尔瓦多·普伊格·安蒂奇在巴塞罗那被处决，海因茨·切兹在塔拉戈纳被处决。从那以后，公众将绞索视为一种残酷的行为。

## 历史
死刑在西班牙王国很普遍，使用的方法包括斩首（尤其是贵族）。1820年，费尔南多七世用绞刑取代了所有其他方法，包括自由斗士玛丽安娜·德·皮内达·穆尼奥斯和暗杀出任过六次西班牙首相的安东尼奥·卡诺瓦斯·德尔卡斯蒂略的凶手。根据王储奥斯卡一世匿名出版的一本小册子，19世纪早期，西班牙是西方世界刽子手最多的国家，其次是他的祖国瑞典。1932年，西班牙第二共和国废除了这一刑罚，但在两年后的社会和政治动荡中，由于一些重大罪行（不包括谋杀），又恢复了这一刑罚。

### 佛朗哥时代
1938年，佛朗哥统治下的西班牙颁布法令，完全恢复了死刑。从1940年到1975年，据报道有165起司法处决被执行，尽管西班牙内战后几年的精确数字并不明确。在这一时期被處決的重要的官员有加泰隆尼亞政府主席路易斯·孔帕尼斯。